# Ursin Durand
Ursin Durand, né à Tours le 20 mai 1682, décédé à Paris le 31 août 1771, était un bénédictin français de la Congrégation de Saint-Maur et un historien.

## Biographie
Ursin Durand prononça ses vœux au monastère de Marmoutier à l'âge de dix-neuf ans et se consacra spécialement à l'étude de la diplomatique. En avril 1709, il rejoignit son confrère Edmond Martène, qui faisait une tournée littéraire à travers la France dans le but de rassembler des matériaux pour la nouvelle édition d'une Gallia Christiana. Après des recherches dans les archives de plus de huit cents abbayes et de cent cathédrales, ils revinrent en 1713 au monastère de Saint-Germain-des-Prés, chargés de toutes sortes de documents historiques, dont un grand nombre ont été inclus dans Gallia Christiana, tandis que le reste a été publié dans un ouvrage distinct, le Thesaurus novus Anecdotorum (5 vol. in-folio, Paris, 1717).
En 1718 les deux mauristes commencèrent une nouvelle tournée littéraire à travers l'Allemagne et les Pays-Bas afin de réunir du matériel pour les Rerum Gallicarum et Francicarum Scriptores de Bouquet. Ils ne réunirent pas seulement des documents précieux pour ce travail mais ils rassemblèrent une immense masse d'autres documents historiques qui furent publiés dans un grand ouvrage intitulé Veterum scriptorum et monumentorum historicorum, dogmatiorum et moralium amplissima collectio (9 vol. fol., Paris, 1724-1733). Ils publièrent aussi en français un compte rendu savant de leur voyage : Voyage littéraire de deux Religieux Bénédictins de la Congrégation de Saint-Maur (2 vol., Paris, 1717 et 1724).
Outre les œuvres qu'il publia en collaboration avec Martène, Durand travailla également avec Dantine et Clémencet à un ouvrage en français sur la diplomatique intitulé L'Art de vérifier les dates ; il continua la collection de lettres pontificales de Constant, aida Sabatier à éditer le Itala et apporta sa contribution à de nombreuses autres publications mauristes.
En 1734, à l'initiative du cardinal de Bissy, il fut renvoyé du monastère de Saint-Germain-des-Prés en tant que janséniste « appelant » et relégué au monastère Saint-Éloi à Noyon. Après deux ans, il fut autorisé à revenir à Paris au couvent des Blancs-Manteaux, où il consacra le reste de sa vie à des activités littéraires.

## Œuvres

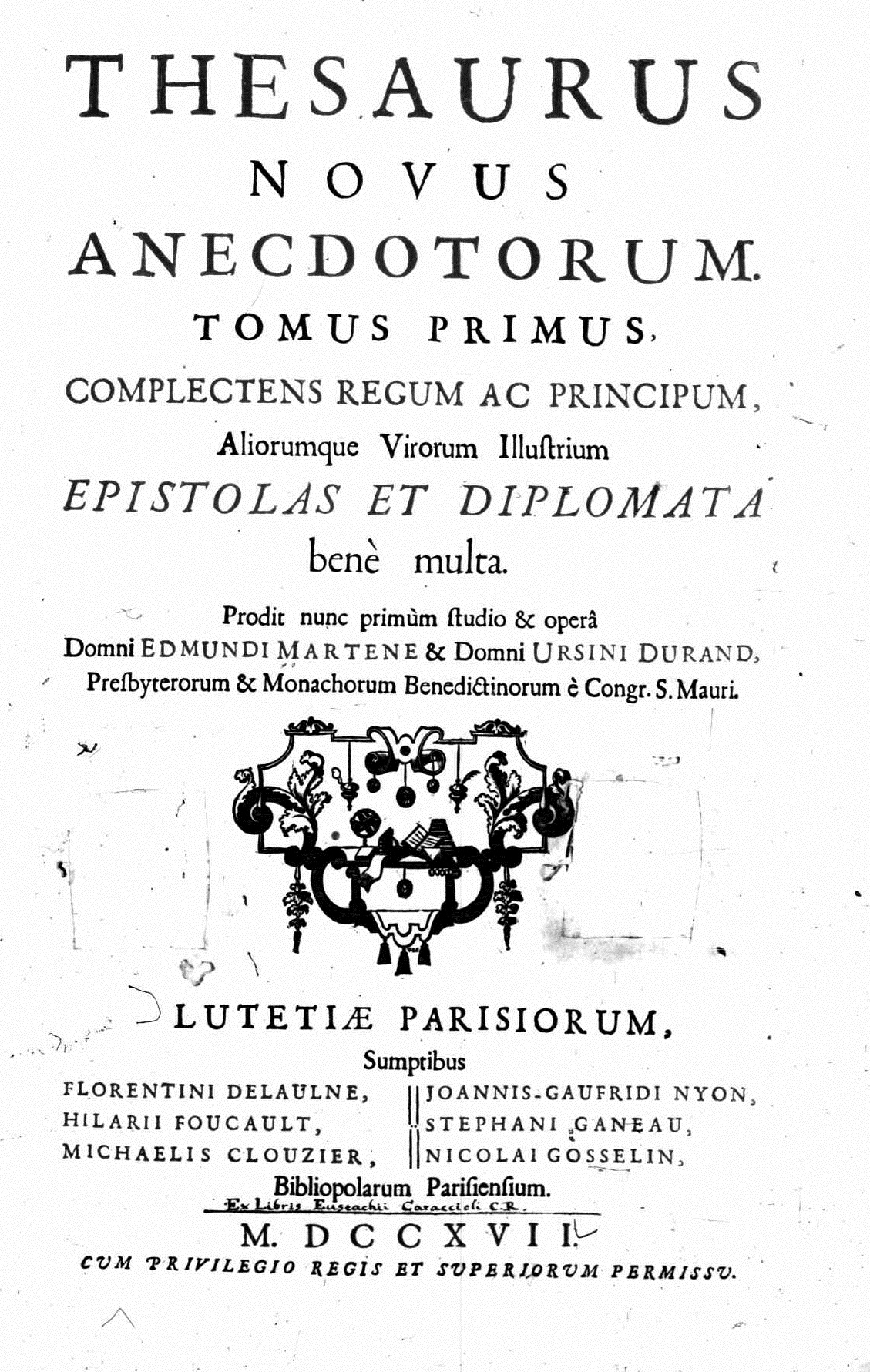
Thesaurus novus anecdotorum, 1717.

- (la) Thesaurus novus Anecdotorum, 5 vol. in-folio, Paris, 1717.
  - (la) Thesaurus novus anecdotorum, vol. 1, Paris, Florentin Delaulne, 1717 (lire en ligne)
  - (la) Thesaurus novus anecdotorum, vol. 3, 1717 (lire en ligne)
- (la) Veterum scriptorum et monumentorum historicorum, dogmatiorum et moralium amplissima collectio, 9 vol. fol., Paris, 1724-1733.
  - Veterum scriptorum et monumentorum historicorum, dogmaticorum, moralium amplissima collectio, vol. 4, 1729 (lire en ligne)
  - Veterum scriptorum et monumentorum historicorum, dogmaticorum, moralium amplissima collectio, vol. 5, 1729 (lire en ligne)
  - Veterum scriptorum et monumentorum historicorum, dogmaticorum, moralium amplissima collectio, vol. 9, 1733 (lire en ligne)
- Voyage littéraire de deux Religieux Bénédictins de la Congrégation de Saint-Maur, 2 vol., Paris, 1717 et 1724.
- L'Art de vérifier les dates (avec Maur Dantine et Charles Clémencet), édition de 1750 en deux parties
  - L'Art de vérifier les dates, édition de 1770
  - L'Art de vérifier les dates, édition de 1818-1819, 5 volumes

## Sources
- (en) Cet article est partiellement ou en totalité issu de l’article de Wikipédia en anglais intitulé « Ursin Durand » (voir la liste des auteurs).
- Cet article reprend en tout ou en partie l'article (en) Durand Ursin paru dans la Catholic Encyclopedia de 1913, qui est aujourd'hui dans le domaine public.